# 北村敬
北村敬（きたむら たかし、1933年8月11日- ）は、日本のウイルス学者。学位は医学博士。国立予防衛生研究所（現 国立感染症研究所）ウイルス第一部長などを歴任した。神奈川県秦野市出身。

## 略歴
- 1958年 - 東京大学医学部卒
- 1965年 - 医学博士取得
- 1959年 - 国立予防衛生研究所（現 国立感染症研究所）
- 1992年 - 国立予防衛生研究所（現 国立感染症研究所）ウイルス第一部長。退任後、富山県衛生研究所・所長を務めた[1]。

## 著書
- 『ウイルス検査のための組織培養技術』近代出版 1976
- 『天然痘が消えた』1982 中公新書
- 『エイズ 今世紀最大の医学の謎』朝日ソノラマ 1986
- 『エイズからあなたをまもる本 最新版』朝日ソノラマ 1992
- 『エイズ 気になる子どもの保健指導マニュアル』ぱすてる書房 1993
- 『HIV感染症の医学』メディカルレビュー社 1996

### 共編著
- 『AIDSの臨床 一般医のための診療指針』南谷幹夫共著 医学書院 1987
- 『エイズ 正しい理解のために』塩川優一共編 講談社((財)加藤記念バイオサイエンス研究振興財団シンポジウムシリーズ 1991
- 『HIV感染症の診療 医療関係者の手引き』編 国民健康保険中央会 1993

### 翻訳
- ナイト『ウイルスの化学』紀伊国屋書店 1967
- C.A.ナイト『ウイルスの化学』近代出版 1977
- フランク・フェンナー, デービット O.ホワイト『医学ウイルス学』近代出版 1978
- Wiesmann『医微生物学』山口英世共訳 文光堂 1980
- National Institute of Allergy and Infectious Diseases, National Institutes of Health USA [編・著『米国NIH/NIAIDエイズ研究の戦略』近代出版 1997
- 『実験室バイオセーフティ指針』小松俊彦共監修, 杉山和良, 森川茂, 篠原克明共訳 バイオメディカルサイエンス研究会 2006